# Scania OmniLink
Scania OmniLink — полунизкопольный городской автобус шведской компании Scania AB с продольным расположением двигателя, разработанный для европейского рынка.

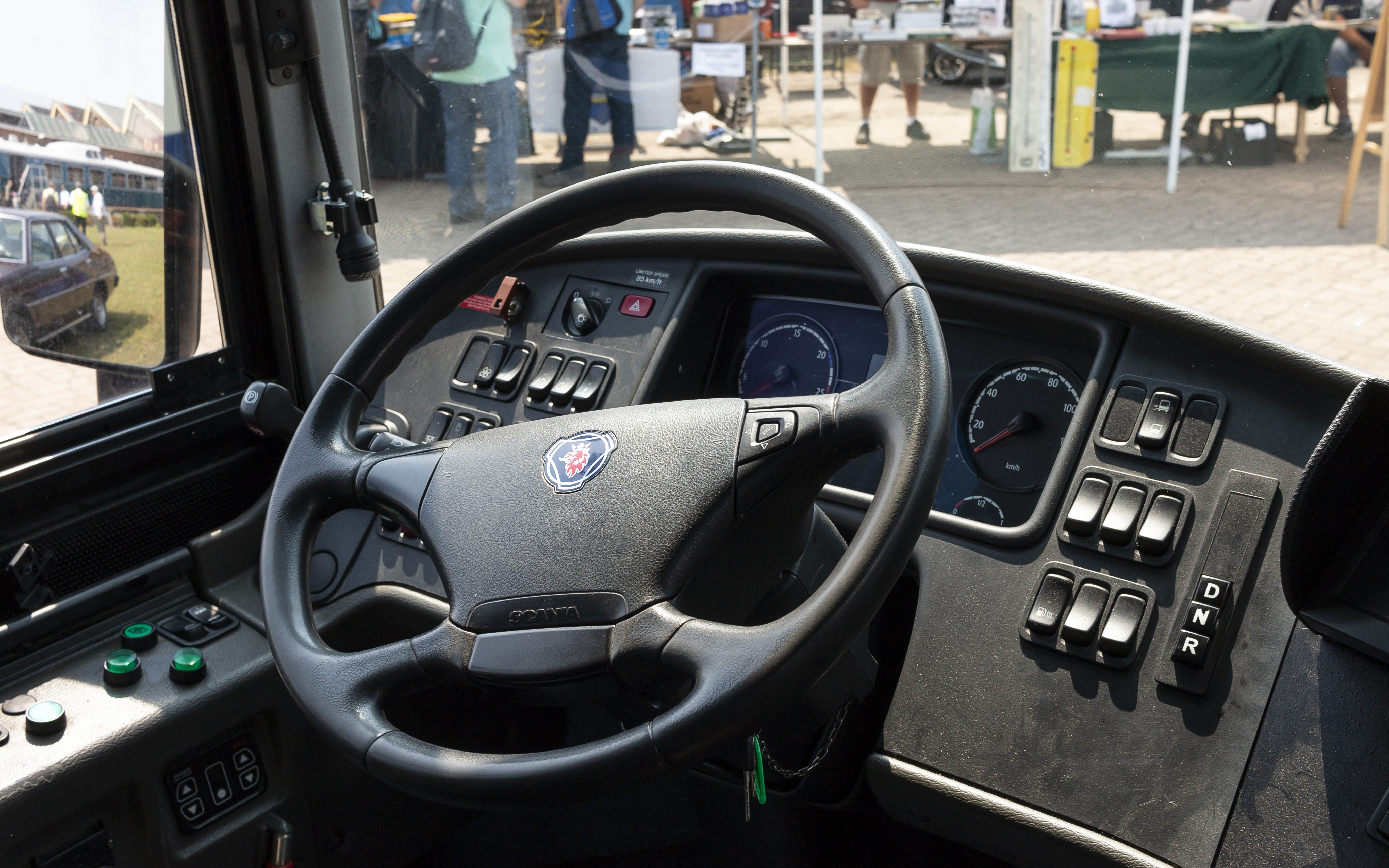
Кабина автобуса Scania OmniLink (на примере автобуса Scania CK230UB4x2LB OmniLink в Нидерландах; ныне данный экземпляр работает в Португалии)

OmniLink увидел свет в 1998 году с индексом CL94UB (CL94UA в сочленённой версии). После ввода Евро-4 в 2006 году индекс изменён на CK230UB/CK270UB/CK310UB.
В 2002 году на заводе «Скания-Питер» в Санкт-Петербурге налажено производство односекционной 12-метровой версии автобуса для российского и европейского рынков. В 2003 году один из данных экземпляров прибыл на испытания в ФАТП (08380) и спустя какое-то время возвращён обратно на завод. Сейчас он эксплуатируется в Череповеце. В 2004—2005 большая партия (51 штук) автобусов данной модели поступила в СПб ГУП «Пассажиравтотранс», их пассажирская эксплуатация прекращена в июле 2021 года. 
26 ноября 2005 года в Санкт-Петербурге состоялась презентация газовой версии автобуса (Scania OmniLink CL94UB 4x2 CNG).
В 2009-2011 годах несколько автобусов в Омске работали на бесплатном маршруте между остановкой «Кинотеатр „Маяковский“» и только что открытым торговым комплексом «Мега». Постепенно их сменили автобусами MAN Lion’s Classic, которые также проработали не более двух лет, после чего маршрут был закрыт в связи с налаживанием стабильного потока общественного транспорта к указанному ТК. Кроме Омска, на бесплатном маршруте ТЦ «Мега» они также работали в Москве, Санкт-Петербурге, Нижнем Новгороде, Уфе, Казани, Новосибирске и Екатеринбурге. 
В 2010 году производство модели на петербургском заводе было остановлено в связи с падением спроса.
В 2011 году на базе Scania OmniLink был разработан автобус Scania Citywide. Производство модели OmniLink завершилось в 2013 году.
Автобусы Scania OmniLink можно встретить во многих городах России, таких, как Москва, Санкт-Петербург, Воронеж, Саратов, Муром, Череповец, Челябинск, Владимир, Барнаул, Пенза, Мурманск, Липецк, Гусь-Хрустальный, Сургут, Выборг и многих других, а также в казахстанской Астане, Швеции и в других странах.

## Фотогалерея

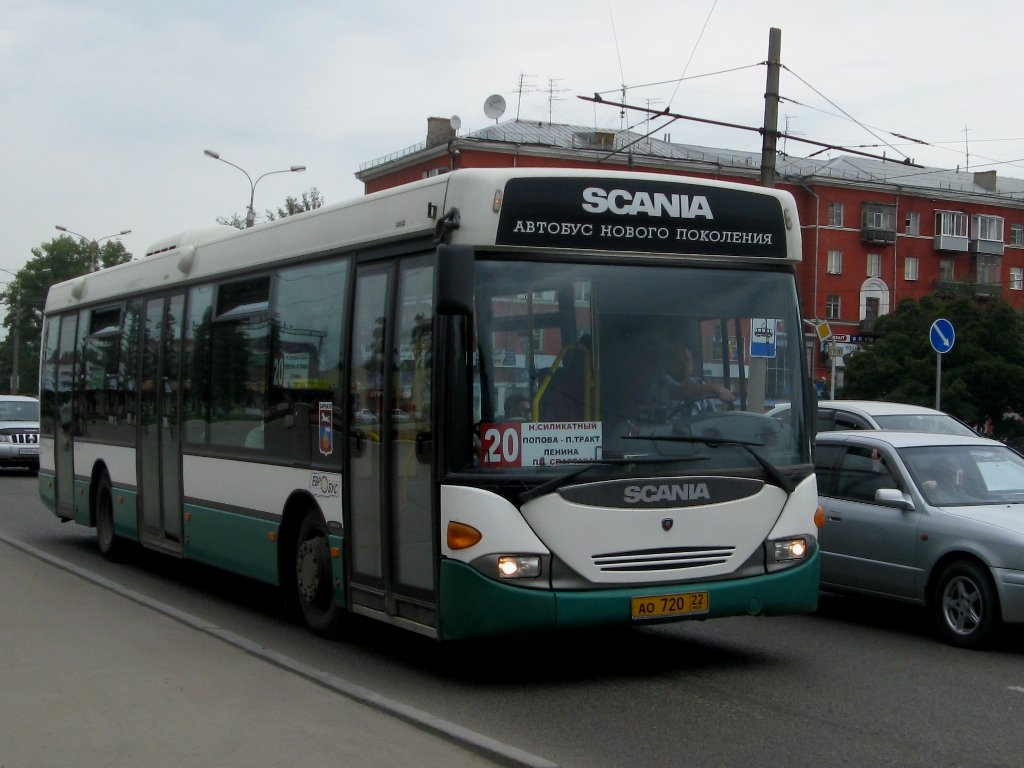
Барнаул
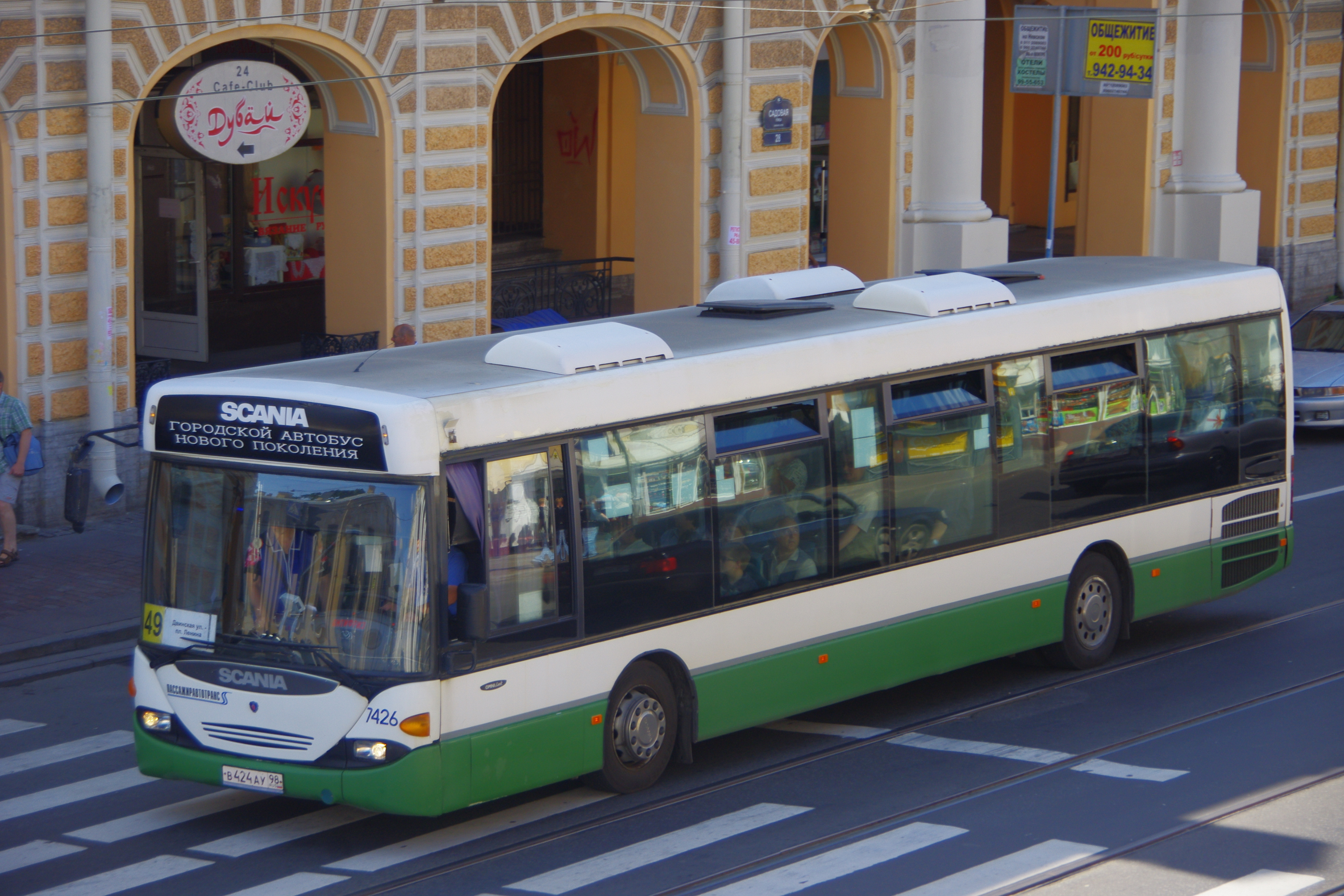
Санкт-Петербург

## Конкуренты
- Mercedes-Benz Citaro
- VDL SB200